# Cerklje na Gorenjskem
Cerkljè na Gorénjskem so naselje v Občini Cerklje na Gorenjskem.
Cerklje na Gorenjskem so velika središčna vas na rodovitnem polju (Cerkljansko polje, del Kranjsko-Sorškega polja) ob potoku Reka pod Krvavcem. Kraj se v starih listinah prvič omenja sredi 12. stoletja kot Trnovlje, s sedanjim imenom pa od 1239. Od 1353 do 1782 je bila župnija priklučena samostanu v Velesovem.
Cerklje se hitro širijo, večina prebivalcev je zaposlena v Kranju. V kraju stoji cerkev Marije vnebovzete. Starejšo cerkev so 1777 podrli in na njenem mestu po projektih Leopolda Hoferja postavili baročno cerkev; v njej so dela Ivana Franketa, Leopolda Layerja, Mihaela Stroja in Jurija Šubica. Narteks je zasnoval Jožef Plečnik. Pred cerkvijo stoji spomenik skladatelju Davorinu Jenku.

## NOBin čas druge svetovne vojne
V kraju je bila ves čas vojne nemška orožniška postaja. Maja 1944 je bila v Cerkljah ustanovljena ena prvih in najmočnejših postojank gorenjskega domobranstva. Dne 4. oktobra 1944 so partizani brez večjega uspeha napadli domobransko postojanko. Med drugo svetovno vojno je padlo ali bilo žrtev fašističnega nasilja 82 prebivalcev Cerkelj in okolice.

## Turistične znamenitosti
- Hribarjeva vila s spominsko sobo, ki se nahaja nasproti župnijske cerkve. Tu je letoval ljubljanski župan Ivan Hribar.
- Spomenik skladatelja Davorina Jenka, delo kiparja Lojzeta Dolinarja
- Borštnikova hiša in spominska plošča - v osnovi starejša hiša je bila od 19. stol. večkrat prezidana in dozidana. Hiša je nadstropna s portalom iz zelenega kamna. Je rojstna hiša dramatika, režiserja in igralca Ignacija Borštnika (1858-1919).
- Obelisk, spomenik žrtvam vojne
- Pokopališče, vhodni del in kapela delo Jožeta Plečnika
- Spomenik 1. svetovne vojne ob cerkvi
- Barletova hiša - rojstna hiša s spominsko ploščo organizatorja gasilstva na Slovenskem in prvega častnega člana Jugoslovanske gasilske zveze Franceta Barleta (1864-1928).
- Spominska plošča na pročelju gasilskega doma
- Staro vaško jedro
- Spominski park se nahaja v središču Cerkelj. V njem stojijo doprsni kipi veljakov, ki so s svojim delovanjem in ustvarjanjem pomembno prispevali k razvoju in prepoznavnosti občine Cerklje na Gorenjskem.

## Znamenitosti
Vaški lipovec (Tilia cordata) raste na vzhodni strani Cerkelj v smeri proti Pšenični polici. Drevo je enakomerno raščeno. V višini 3 m se razveji v tri vrhove. Južno od drevesa stoji kužno znamenje, postavljeno leta 1645..

## Izvor krajevnega imena
Krajevno ime je nastalo iz Cerkъvl'jane, množinskega prebivalskega imena izpeljanega iz cêrьky v pomenu cerkev. Ime torej prvotno pomeni prebivalci na cerkvenem ozemlju ali prebivalci naselja s cerkvijo. V arhivskih zapisih se omenja leta 1147 Sancta Maria,  1239 Ecclesia sancte Marie in Cirkelach in 1271 Zirchlach. Staro ime za Cerklje na Gorenjskem je tudi Trnovlje.